# Dactylokepon sulcipes
Dactylokepon sulcipes là một loài chân đều trong họ Bopyridae. Loài này được Adkison miêu tả khoa học năm 1982.